# 亚碲砜
亚碲砜是一类有机碲化合物，化学式为R2TeO。这些化合物在某些方面与亚砜相似。碲亚砜反映碲较硫和硒少形成多键，也存在单体和多聚体，分别最常以溶液或固态的形式存在：
(R2TeO)n ⇌  n R2TeO
将碲醚卤化，再对它进行碱水解，即可制备碲亚砜：
R2Te  +  Br2   →   R2TeBr2
R2TeBr2  +  2 NaOH   →   R2TeO  +  2 NaBr  +  H2O